# Portrait Chandos
Le Portrait Chandos est avec le Cobbe, le Droeshout, le Janssen et d'autres, l'une des représentations présumées du célèbre dramaturge anglais William Shakespeare.

## Histoire

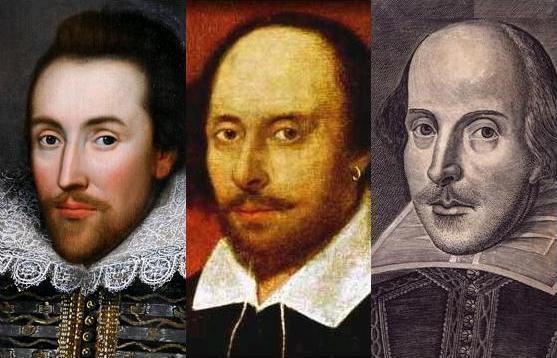
Les portraits Cobbe (1610), Chandos (début du XVIIe siècle) et Droeshout (1622) : trois des plus notables des portraits présumés de William Shakespeare.

Ce portrait est attribué à John Taylor et daté d'environ 1610. En 2006, la National Portrait Gallery publia un rapport où Tarnya Cooper (en), conservatrice des collections du XVIe siècle à la National Portrait Gallery, disait que c'était la seule peinture qui pouvait vraiment passer pour avoir été faite du vivant de Shakespeare (Le portrait Cobbe n'avait pas encore été découvert, mais Cooper a confirmé son opinion depuis). Le nom du portrait découle du fait qu'il a jadis appartenu au duc de Chandos (en).